# Гойоэре
Гойоэре (порт. Goioerê)  —  город и муниципалитет в Бразилии, входит в штат Парана. Составная часть мезорегиона Западно-центральная часть штата Парана. Входит в экономико-статистический  микрорегион Гойоэре. Население составляет 28 941 человек на 2007 год. Занимает площадь 564,048 км². Плотность населения — 46,3 чел./км².

## История
Город основан 10 августа 1955 года.

## Статистика
- Валовой внутренний продукт на 2003 год составляет 212 353 245,00 реалов (данные: Бразильский институт географии и статистики).
- Валовой внутренний продукт на душу населения на 2003 год составляет 7641,36 реалов (данные: Бразильский институт географии и статистики).
- Индекс развития человеческого потенциала на 2000 год составляет 0,746 (данные: Программа развития ООН).

## География
Климат местности: субтропический. В соответствии с классификацией Кёппена, климат относится к категории Cfa.

## Галерея

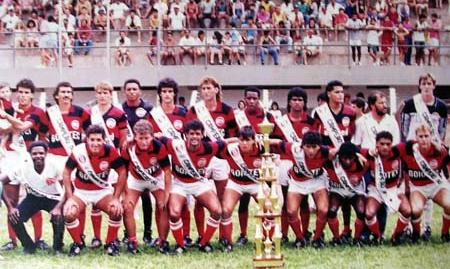
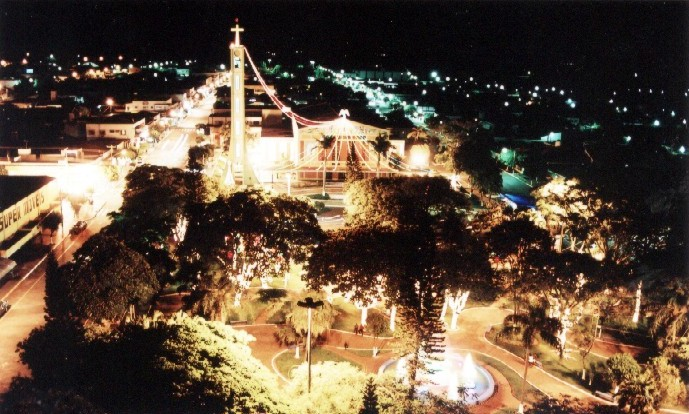
Собор